# Idaea protensa
Idaea protensa là một loài bướm đêm trong họ Geometridae.